# Stockholm Pride

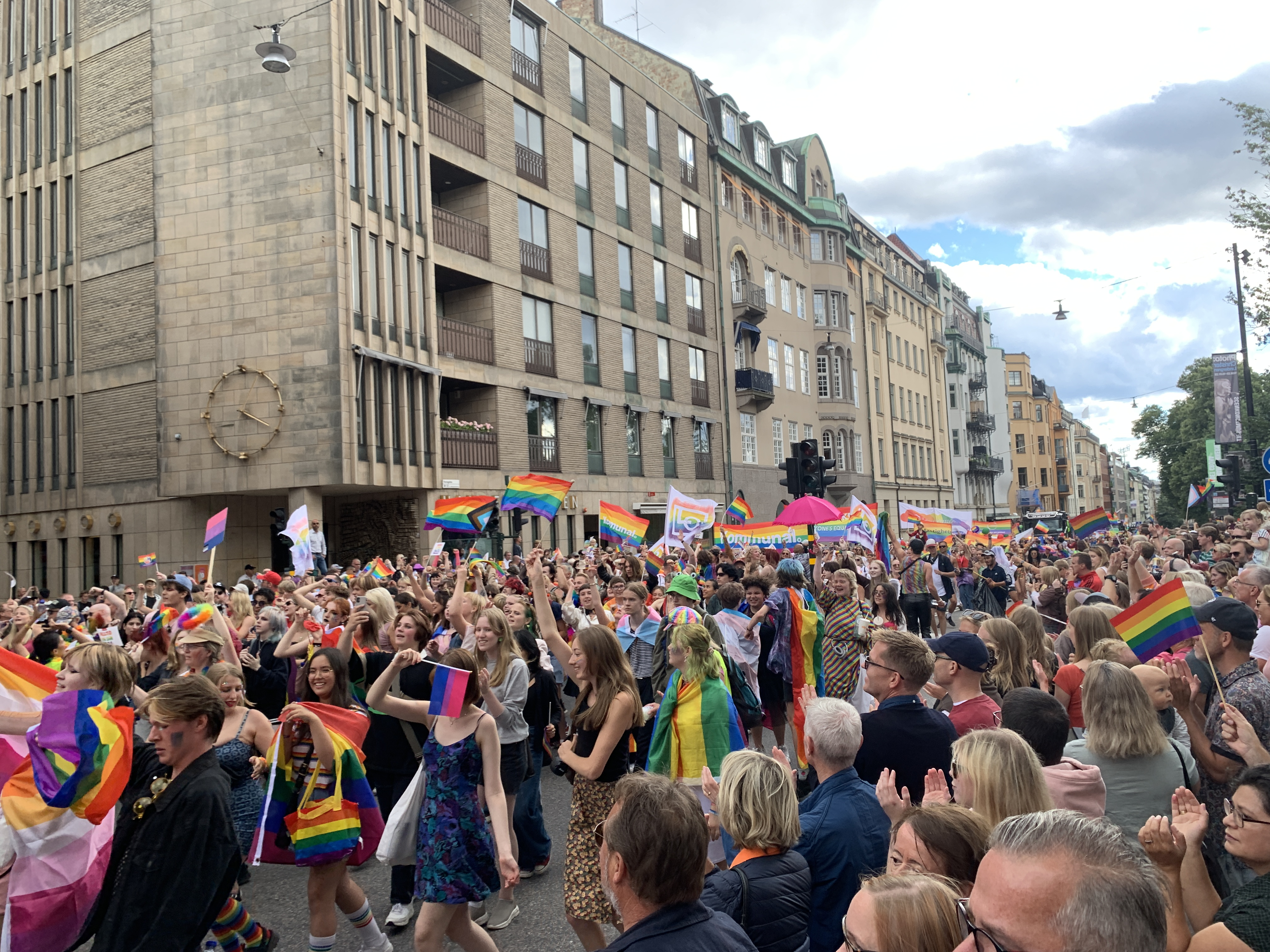
Stockholm Pride, 2022

Stockholm Pride (auch STHLM Pride) ist die größte LGBTQ-Pride‑Veranstaltung in Skandinavien, die seit ihrer Gründung im Jahr 1998 jährlich Ende Juli bzw. Anfang August in Stockholm in Schweden stattfindet. Angesichts globaler Rückschritte bei LGBTQ+-Rechten in Teilen der Welt (z. B. Asien, USA) wird der Pride in Stockholm als Symbol eines offenen, toleranten Schwedens gesehen. 

## Geschichte
Gegründet wurde die Stockholm Pride 1998 als lokale Demonstration zur Förderung von LGBTQ+-Rechten. Inzwischen gilt sie als größte Pride‑Parade in Skandinavien. 2025 nahmen an der Demonstration ca. 45.000 Personen teil, mit etwa 500.000 Zuschauern entlang der Route.
Alle Beteiligten arbeiten freiwillig, sowohl organisatorisch als auch bei der Umsetzung der Events. Träger ist eine gemeinnützige, mitgliederverwaltete Organisation, die jährlich ein Team für Festivalleitung und Infrastruktur formiert. Die Veranstaltung ist eine Reaktion auf globale Enthüllungen über zunehmenden Antiliberalismus und betont schwedische Toleranz als Leitbild für andere Gesellschaften.

## Programmbestandteile

### Pride House
Kulturelles Zentrum mit Debatten, Workshops, Vorträgen, Film- und Theaterprogrammen. Ideal für interaktive Begegnungen und Diskurse.

### Pride Park
Open‑Air‑Festivalarena mit Bühnen, Essensständen, Bars und Ausstellern. Hauptszene für Konzerte und Partys. Eintritt gegen Ticket möglich. Dauer: meist Mittwoch bis Sonntag.

### Pride Parade
Etwa 4,5 km langer Marsch vom Stadshuset durch zentrale Straßen bis Östermalms Idrottsplats (Sportplatz). Rund 40.000 bis 50.000 Demo-Teilnehmende (Einschluss von Behörden, Unternehmen, Elterninitiativen) und bis zu einer halben Million Zuschauern.